# Laurel Hill
Laurel Hill es una ciudad ubicada en el condado de Okaloosa en el estado estadounidense de Florida. En el Censo de 2010 tenía una población de 537 habitantes y una densidad poblacional de 64,96 personas por km².

## Geografía
Laurel Hill se encuentra ubicada en las coordenadas 30°57′38″N 86°27′28″O / 30.96056, -86.45778. Según la Oficina del Censo de los Estados Unidos, Laurel Hill tiene una superficie total de 8.27 km², de la cual 8.15 km² corresponden a tierra firme y (1.38%) 0.11 km² es agua.

## Demografía
Según el censo de 2010, había 537 personas residiendo en Laurel Hill. La densidad de población era de 64,96 hab./km². De los 537 habitantes, Laurel Hill estaba compuesto por el 82.12% blancos, el 16.01% eran afroamericanos, el 0% eran amerindios, el 0.74% eran asiáticos, el 0% eran isleños del Pacífico, el 0.19% eran de otras razas y el 0.93% pertenecían a dos o más razas. Del total de la población el 0.56% eran hispanos o latinos de cualquier raza.